# Lydia Byam
Lydia Byam Sutton (gedoopt in 1772 – 28 januari 1854) was een Britse botanische illustrator. Ze stond vooral bekend om afbeeldingen van planten uit het Caribisch gebied. Byams carrière bloeide in de periode tussen 1797 en 1800. Ze publiceerde twee werken: A collection of exotics, from the Island of Antigua (1797) en Fruits of the West Indies (1800).

## Vroege leven, familie en opleiding
Lydia Byam was de dochter van William Byam en Martha Rogers (op haar beurt dochter van Edward Rogers). Ze werd op 4 september 1772 in Antigua gedoopt. Haar vader was advocaat en lid van de Geheime Raad op Antigua. Hij stierf en werd begraven in St. Georges, Antigua in 1779. Via haar vader was ze een achterkleindochter van Edward Byam (ca. 1664-1741), gouverneur van de Benedenwindse Eilanden in 1715 en luitenant-gouverneur van Antigua van 1715 tot aan zijn dood in 1741. Ze was ook verwant aan William Gunthorpe, een andere gouverneur van Antigua en via verdere familie was ze verwant met de rijke, blanke slavenbezittende klasse van Antigua. Uit bewaarde brieven blijkt dat Byam waarschijnlijk in Groot-Brittannië een opleiding heeft genoten voordat ze naar Antigua terugkeerde.
De familie Byam waren slavenhouders op Antigua. In 1821 bezat Lydia een tot slaaf gemaakte vrouw genaamd Jenny, 18 jaar oud, en erfde ze nog eens 18 tot slaaf gemaakte mensen die door haar overleden vader waren gekocht, ondanks de Slave Trade Act van 1807. In 1835 ontvingen Lydia en haar dochter £1.706 (equivalent aan £212.000 volgens het prijspeil van 2023) als slavencompensatie voor het landgoed Willis Freeman na de afschaffing van de slavernij in het Britse Rijk.
De prominente rol van de familie Byam op het eiland blijkt duidelijk uit het testament dat haar vader schreef. Daarin beschrijft hij het uitgebreide landgoed en de slaven die hij bezat. William Byams testament van 1773 liet zijn landgoed op Antigua, onroerend en roerend, na aan zijn eerste zoon Edward Byam, 4.000 pond (£642.000) aan zoon Samuel Byam, en 3.000 pond (£482.000) aan dochter Lydia Byam; zijn vrouw Martha kreeg het huis en de landerijen in Pembrokeshire toegewezen, die bij haar dood aan Lydia zouden worden overgedragen.

## Persoonlijk leven
Byam trouwde in 1801 in Londen met dominee Robert Sutton. Ze stierf op 28 januari 1854 in Swanton Morley, Norfolk, op 86-jarige leeftijd, waar ze in 1851 was gaan wonen na de dood van haar man. In haar testament liet ze haar dochters Ann Hester Freeman Grounds (geb. 1807) en Maria Freeman Miles bezittingen na ter waarde van minder dan £ 600. Hoewel Byal getrouwd was, had de familie de gewoonte om Byam als familienaam te gebruiken, inclusief Thomas Byam Grounds (overleden in 1916, zoon van haar dochter Ann Hester Freeman Sutton) en haar achterkleinzoon Noel Barwick Charles Byam Grounds (overleden in 1956).

## Werken
Het is mogelijk dat Byam Henri de Ponthieu (1731-1808) heeft ontmoet, die tijdens zijn reis naar het Caribisch gebied in 1786-1787 botanische exemplaren moest verzamelen voor Sir Joseph Banks.
De prenten die Byams boeken illustreren, zijn met de hand gekleurd en haar schriftelijke beschrijvingen van Caribische planten zijn mogelijks beïnvloed door die van dichteres Maria Riddell (1772-1808), die de familie Byam ontmoette toen zij in 1788 op Antigua was.
De boeken van Byam werden anoniem gepubliceerd met opdrachten, waaronder één aan haar verre verwante Elizabeth Monckton-Arundell, Burggravin Galway, de vrouw van Robert Monckton-Arundell, 4e Viscount Galway, de dochter van Daniel Mathew en Mary Byam.